# (4473) Sears
(4473) Sears ist ein Hauptgürtelasteroid, der am 28. Februar 1981 von Schelte John Bus vom Siding-Spring-Observatorium aus entdeckt wurde.
Der Asteroid ist nach Derek Sears, einem Professor an der University of Arkansas, der die Thermolumineszenz als Mittel zur Erforschung der geologischen und thermischen Geschichte von Asteroiden einführte, benannt.